# Meioneta bermudensis
Meioneta bermudensis là một loài nhện trong họ Linyphiidae.
Loài này thuộc chi Meioneta. Meioneta bermudensis được Embrik Strand miêu tả năm 1906.